# Jay Miller
Jay Julian "Jay Jay" Miller (nacido el 19 de julio de 1943 en San Luis, Misuri y fallecido el 5 de abril de 2001 en Tempe, Arizona) fue un jugador de baloncesto estadounidense que disputó dos temporadas en la NBA y tres más en la ABA. Con 1,96 metros de estatura, juega en la posición de alero.

## Trayectoria deportiva

### Universidad
Jugó durante su etapa universitaria con los Fighting Irish de la Universidad de Notre Dame.

### Selección nacional
Miller fue convocado por la selección de Estados Unidos para disputar el Mundial de Uruguay de 1967, en el que acabaron en cuarta posición, y en el que promedió 9,3 puntos por partido.

### Profesional
Tras no ser elegido en el Draft de la NBA, fichó en 1967 por los St. Louis Hawks, con los que únicamente disputó 8 partidos en los que promedió 2,5 puntos. Al año siguiente fue incluido en el Draft de Expansión por la llegada de nuevos equipos a la liga, siendo elegido por los Milwaukee Bucks, pero tras tres partidos fue cortado, jugando entonces con Los Angeles Stars de la ABA, quienes ese mismo año lo traspasaron a los Indiana Pacers.
En su primera temporada en Indiana promedió 6,9 puntos y 2,0 rebotes por partido, llegando a disputar las Finales ante Oakland Oaks en las que cayeron 4-1. Al año siguiente se proclamaría finalmente campeón de la ABA tras derrotar en las Finales a Los Angeles Stars, promediando esa temporada 3,7 puntos y 1,5 rebotes por partido.
Poco después de comenzada la temporada 1970-71 sería despedido, abandonando el baloncesto profesional.

## Estadísticas de su carrera en la NBA y la ABA

### Temporada regular
| Temporada | Edad | Equipo            | Liga  | P   | TIT | MIN  | TC  | TCA  | %TC  | 3P  | 3PA | %3P  | TL  | TLA | %TL  | R.OF. | R.DEF. | REB | ASIS | ROB | TAP | PER | FP  | PTS  |
| 1967-68   | 24   | St. Louis Hawks   | NBA   | 8   |     | 6.5  | 1.0 | 3.9  | .258 |     |     |      | 0.5 | 0.9 | .571 |       |        | 0.9 | 0.1  |     |     |     | 1.4 | 2.5  |
| 1968-69   | 25   | TOTAL             | TOTAL | 55  |     | 14.0 | 2.7 | 6.7  | .407 | 0.0 | 0.0 |      | 2.4 | 3.3 | .721 | 1.1   | 1.0    | 2.1 | 0.5  |     |     | 1.3 | 1.9 | 7.8  |
| 1968-69   | 25   | Milwaukee Bucks   | NBA   | 3   |     | 9.0  | 0.7 | 3.3  | .200 |     |     |      | 1.7 | 2.3 | .714 |       |        | 0.7 | 0.0  |     |     |     | 1.3 | 3.0  |
| 1968-69   | 25   | Los Angeles Stars | ABA   | 11  |     | 22.5 | 4.0 | 11.5 | .346 | 0.0 | 0.0 |      | 4.5 | 5.8 | .781 | 1.6   | 1.3    | 2.9 | 0.8  |     |     | 1.5 | 3.5 | 12.5 |
| 1968-69   | 25   | Indiana Pacers    | ABA   | 41  |     | 12.0 | 2.5 | 5.6  | .450 | 0.0 | 0.0 |      | 1.9 | 2.7 | .688 | 1.0   | 1.0    | 2.0 | 0.5  |     |     | 1.3 | 1.6 | 6.9  |
| 1968-69   | 25   | TOTAL ABA         | ABA   | 52  |     | 14.3 | 2.8 | 6.8  | .413 | 0.0 | 0.0 |      | 2.4 | 3.4 | .722 | 1.2   | 1.0    | 2.2 | 0.6  |     |     | 1.4 | 2.0 | 8.1  |
| 1969-70   | 26   | Indiana Pacers    | ABA   | 52  |     | 8.0  | 1.4 | 3.2  | .449 | 0.0 | 0.0 | .000 | 0.8 | 1.1 | .719 | 0.8   | 0.7    | 1.5 | 0.3  |     |     | 0.5 | 1.4 | 3.7  |
| 1970-71   | 27   | Indiana Pacers    | ABA   | 2   |     | 4.5  | 2.0 | 2.5  | .800 | 0.0 | 0.0 |      | 0.0 | 0.0 |      | 1.5   | 0.0    | 1.5 | 0.5  |     |     | 0.5 | 0.5 | 4.0  |
| Total     |      |                   | TOTAL | 117 |     | 10.6 | 2.0 | 4.9  | .415 | 0.0 | 0.0 | .000 | 1.5 | 2.1 | .717 | 1.0   | 0.8    | 1.8 | 0.4  |     |     | 0.9 | 1.6 | 5.5  |
|           |      |                   | ABA   | 106 |     | 11.0 | 2.1 | 5.0  | .428 | 0.0 | 0.0 | .000 | 1.6 | 2.2 | .721 | 1.0   | 0.8    | 1.8 | 0.4  |     |     | 0.9 | 1.7 | 5.8  |
|           |      |                   | NBA   | 11  |     | 7.2  | 0.9 | 3.7  | .244 |     |     |      | 0.8 | 1.3 | .643 |       |        | 0.8 | 0.1  |     |     |     | 1.4 | 2.6  |

### Playoffs
| Temporada | Edad | Equipo         | Liga | P  | TIT | MIN | TC  | TCA | %TC  | 3P  | 3PA | %3P | TL  | TLA | %TL  | R.OF. | R.DEF. | REB | ASIS | ROB | TAP | PER | FP  | PTS |
| 1968-69   | 25   | Indiana Pacers | ABA  | 11 |     | 5.6 | 1.4 | 3.0 | .455 | 0.0 | 0.0 |     | 0.4 | 0.9 | .400 |       |        | 1.9 | 0.2  |     |     | 0.5 | 1.3 | 3.1 |
| 1969-70   | 26   | Indiana Pacers | ABA  | 3  |     | 3.3 | 0.3 | 1.7 | .200 | 0.0 | 0.0 |     | 0.0 | 0.0 |      |       |        | 1.3 | 0.0  |     |     | 0.3 | 1.3 | 0.7 |
| Total     |      |                | ABA  | 14 |     | 5.1 | 1.1 | 2.7 | .421 | 0.0 | 0.0 |     | 0.3 | 0.7 | .400 |       |        | 1.8 | 0.1  |     |     | 0.4 | 1.3 | 2.6 |

## Vida posterior y fallecimiento
Tras retirarse del baloncesto profesional, Miller fue durante 30 años agente del FBI, falleciendo el 5 de abril de 2001 en Tempe, Arizona, donde residía, a causa de un ataque al corazón.